# Alan King Tennis Classic 1974
L'Alan King Tennis Classic 1974 è stato un torneo di tennis giocato sul cemento. È stata la 3ª edizione dell'Alan King Tennis Classic, che fa parte del Commercial Union Assurance Grand Prix 1974. Si è giocato a Las Vegas negli USA, dal 13 al 19 maggio 1974.

## Campioni

### Singolare
Rod Laver ha battuto in finale  Marty Riessen con il punteggio di 6–2, 6–2

### Doppio
Roy Emerson /  Rod Laver hanno battuto in finale  Frew McMillan /  John Newcombe con il punteggio di 6–7, 6–4, 6–4